# كلفن بورما
كلفن بورما (بالإنجليزية: Kelvin Boerma)‏، المولود في 19 مايو 1996 في مقاطعة خرننغن، هو ممثل هولندي ويوتيوب.

## حياة
في عام 2010 ، بدأ قناته الخاصة على يوتيوب تحت اسم كيل فيديو، والتي تغيرت لاحقًا إلى كالفين الحالية. على ذلك، ينشر العديد من مقاطع الفيديو المتعلقة بالكوميديا. في ديسمبر 2018، كان لديه أكثر من مليون مشترك على هذه القناة.
لديه علاقة مع يوتيوب نينا وارينك منذ أن كان في الخامسة عشرة من عمره.

## وصلات خارجية
- كلفن بورما على موقع IMDb (الإنجليزية)
- كلفن بورما على موقع ميوزك برينز (الإنجليزية)
- كلفن بورما على موقع قاعدة بيانات الفيلم (الإنجليزية)
- كلفن بورما على موقع كينوبويسك (الروسية)